# Elklub
En elklub er en indkøbsforening for elkunder.
Elklubber har været brugt i mange år i Sverige og findes også i Danmark. 
Det er normalt gratis at blive medlem af en elklub, da klubben typisk får en kommission fra det bedst bydende el-selskab, til dækning af administrationsomkostninger, medlemsservice m.v. 
I Sverige hedder den mest kendte elklub Kundkraft.se [kilde mangler]. 180.000 svenskere benytter sig af en elklub.[kilde mangler]. I Danmark blev de første elklubber startet i 2011. På tilsvarende vis skaffer de danske el-klubber også besparelser på op til 36 % på den rene elpris (ekskl. elafgifter og el-transport) til deres medlemmer.
Forbrugerrådet  har som en kampagne forsøgt at sætte fokus på muligheden med at købe el sammen, det skete med initiativet som TÆNK Strøm for forløb i perioden 3. maj til 6. juni 2012 . Målet med TÆNK Strøm var, som i de eksisterende elklubber, at skaffe elkunderne de bedst mulige elpriser. Initiativet fra Forbrugerrådet har dog været kritiseret     blandt andet fordi det kan diskuteres om Forbrugerrådet kan kalde sig uvildige når de samtidig er involveret i el-markedet.

## Eksterne kilder og henvisninger
1. ↑  "Kundkraft.se". Arkiveret fra originalen 30. november 2020. Hentet 20. januar 2021.
2. ↑  Se din el-besparelse hos SamEnergi her Arkiveret 7. september 2012 hos  Wayback Machine Samenergi.dk 21.5 2012
3. ↑  "Forbrugerrådet". Arkiveret fra originalen 30. april 2013. Hentet 19. maj 2012.
4. ↑  TÆNK Strøm Arkiveret 21. maj 2012 hos  Wayback Machine (3. maj 2012)
5. ↑  Forbrugerrådet sælger sin uvildighed Arkiveret 7. juni 2012 hos  Wayback Machine 24timer 3.5 2012
6. ↑  Aalborg-professor kritiserer Forbrugerrådet P4 Nordjylland 9.5 2012
7. ↑  Forbrugerrådets 'elbørs' får hård kritik Arkiveret 25. maj 2012 hos  Wayback Machine Politiken 22.5 2012
8. ↑  Forbrugervagthund åd sin egen hale Arkiveret 26. maj 2012 hos  Wayback Machine fpn.dk 23.5 2012